# Вагіз
Вагіз (араб. فاغيز) — арабське ім'я. У перекладі з арабської мови Вагиз означає «наставник; проповідник моралі, агітатор; оповідач».

## Відомі носії
- Галіулін Вагіз Іскандарович — узбекський і російський футболіст, півзахисник клубу «Рубина» і збірної Узбекистану. За національністю татарин.
- Хідіятуллін Вагіз Назірович — радянський і російський футболіст, захисник і півзахисник. Етнічний татарин. Президент профспілки футболістів і тренерів Росії (з 1995).